# Евфемія Адлерсфельд
Евфемія Адлерсфельд (нім. Eufemia von Adlersfeld; 18 серпня 1854 — 26 квітня 1941) — німецька письменниця, графиня уроджена фон Баллестрем ді Кастелленго (нім. von Ballestrem di Castellengo).

## Біографія
Народилася в місті Ратиборі (Сілезія), яке тепер входить до складу Польщі і має назву Racibórz.
Евфемія була п'ятою дитиною в графській родині, отримала домашню освіту і провела безтурботне дитинство в Гіршбергу, тепер Єленя Гура (пол. Jelenia Góra). Батько Александр Карл Вольфганг з любов'ю плекав у ній проявлений літературних хист, але дівчинка мала ще і гарний голос рідкісного діапазону, тому нею впродовж років займалося кілька найкращих вчителів Сілезії і Саксонії. Коли у 1881 році батько помер, вона з мамою поїхала до Італії і там близько трьох років мешкала у Римі, Флоренції, Мілані і Венеції. Тут у неї проявився ще і малярський талант і вона зробила непоганий успіх у портретному живописі, була навіть прийнята до Італійської художньої академії. Після повернення з Італії Евфемія так само з мамою жила у Бреслау (тепер Вроцлав), де познайомилася з майором Йозефом фон Адлерсфельдом, з яким одружилася у травні 1884 р. Через рік народила донькк Дагмар. Подальше життя письменниці пройшло у постійних переїздах, бо чоловіка часто переводили на нове місце служби. Навіть після того, як він вийшов на пенсію, родина кілька разів переїжджала. Коли Йозеф помер у 1907 році, Евфемія перебралася у Карлсруе, а після Першої світової війни — у Мюнхен, де і померла.
Похована у старій частині лісового цвинтару. Її могила з масивним камінним хрестом стоїть десь на узбіччі.

## Літературна творчість
Евфемія Адлерсфельд була одною з небагатьох німецьких авторів 19-го століття, яка не писала твори під псевдонімом. Перший твір «Небога кардинала» вона опублікувала вже у 17-тирічному віці під своїм дошлюбним прізвищем. Після цього за ціле життя вона написала величезну кількість віршів, оповідань, гуморесок і чотири десятки романів. До того ж, вона писала для дамських та сімейних часописів. 
Спочатку найбільший успіх мали її збірки гуморесок «Комтесса Катруся» (Komtesse Käthe), яка за перші 10 років витримала близько 30 видань. Заохочена цікавістю читачів до історій маленької графині, вона написала продовження «Комтесса Катруся у шлюбі» (Komtesse Käthe in der Ehe), яке користувалося не меншою популярністю. 
На початку 900-х років Евфемія Адлерсфельд перейшла до більш поважної тематики і щороку до самої смерті публікувала хоча б по одній книзі, але вони також не були позбавлені гумору, навіть при кримінальній чи любовній тематиці. З другого боку, мотиви детективного жанру були присутні в її творчості майже завжди, так само як і химерні, завдяки чому її романи насичені інтригою і напругою. Великим успіхом користувалися її романи «Сокільничі з Сокільників» (Die Falkner vom Falkenhof) — більше 40 видань, «Трікс» (Trix) — близько 70 видань, але найбільший успіх мав роман «Білі рози з Равенсбергу» (Die weißen Rosen von Ravensberg)

## Роман «Білі троянди з Равенсбергу»
Цей бестселер свого часу був написаний у 1896 р. і витримав 120 видань, був двічі екранізований. Фантазія письменниці в ньому сягає вищої межі. Як завжди, з добрим і тонким гумором вона малює безконечну картину європейського суспільства у напружених психологічних стосунках. Дія роману відбувається в замку на морському узбережжі і вводить читача у інтернаціональне життя Флоренції, в якому разом зустрічаються німецький аристократ, італійський маркіз та молода багата американка. Глибока таємниця лежить у прибутті графині Іріс Ерленштайн, про долю якої головно і розповідається в романі. Проникливими очима авторки читач виразно бачить, як в житті тісно сусідять любляче і ненависне, істинне і помилкове, він заглядає у прірву людської душі, але так само пізнає силу віри і кохання.

## Оцінка критики
Тогочасна критика досить-таки ганила, навіть з елементами опльовування, творчість Евфемії Адлерсфельд, характеризуючи її як застарілий Бідермаєр-стиль. Однак десь з 1890-х років письменниця з технічної точки зору писала ретельною, професійною прозою, яка виділялася у значно кращий бік на солодкуватому фоні інших німецьких письменниць. Однак «кіч» її творів був менше у літературній формі, як у зображенні картини станового суспільства. Усі літературні герої її публікацій часів Ваймарської республіки діють в рамках традиційного ще феодального порядку, з якого дух часу у великій мірі вже виріс. В часи «німецького економічного дива» до початку 80-х років її твори виходили під іншими назвами у наново редагованій і скороченій формі. Ескапічні моменти її творчості, тобто втеча у світ станового суспільства, у котрому пульсувала як аристократична, так і менш шляхетна кров, припадали до смаку мрійливим читачкам, але вони не могли протидіяти рішучій переміні статевих ролей у суспільстві.

## Відзнаки
Творчість Евфемії Адлерсфельд була відзначена досить високо. Крім членства у Художньої академії Італії, вона була також почесним членом Паризького Товариста археологів, а з рук короля Вюртембергу Карла отримала золоту медаль для митців і науковців за біографічний роман «Марія Стюарт королева Шотландії» (Maria Stuart, Königin von Schottland).

## Вибрані твори

### Оповідання
- Blätter im Winde. 1876. — «Листя на вітру»
- Verschlungene Pfade. 1876. — «Проковтнута стежина»
- Um eine Königskrone und andere Novellen. 1890 — «Про королівську корону на інші оповідання»
- Komtesse Käthe. 1894. — «Комтесса Катруся»
- Komtesse Käthe in der Ehe. 1899. — «Комтесса Катруся у шлюбі»
- Windbeutel und andere heitere Geschichten. 1900. — «Вітряний мішок та інші історії»
- Tiere und Menschen. Heitere Geschichten. 1904. — «Люди і звірі. Веселі історії».
- Zigeunerblut und andere Novellen. 1905. — «Циганська кров та інші оповідання».
- Djavahir. Luzifers Träne. 1906. — «Джавахір», «Сльози Люцифера». Два оповідання.

### Повісті
- Diplomaten. Ein Roman in 45 Stunden (1907) — «Дипломати».
- Weiße Tauben (1912) — «Білі голуби».
- Das wogende Licht (1914) — «Хитке світло».
- Wenn der Teufel kutschiert (1916) — «Коли кучерує чорт»
- Die Fliege im Bernstein (1919) — «Мухи у буршиті»

### Кримінальні і любовні романи
- Das Erbe der zweiten Frau (1878) — «Спадок другої дружини»
- Die Falkner vom Falkenhof (1890) _ «Сокільники з Сокільників»
- Die weißen Rosen von Ravensberg (1896) — «Білі рози з Равенсбергу»
- Trix (1903) — «Ешч»
- Ihre Majestät (1910) — «Ваша величність»
- Schloß Monrepos (1911) — «Замок Мнрепо».
- Der grüne Pompadour (1913) — «Зелений Помпадур»
- Die Rechnung ohne den Wirt (1919) — «Рахунок без господаря»
- Die Nichte aus Florida (1922)
- Die Herzogin von Santa Rosa (1924) — «Герцогиня і Санта Роза»
- Schwarze Opale (1938) — «Чорний опал»

### Фантастичні романи і оповідання
- Maria Schnee. Der Roman eines Rätsels (1907) — «Марія-Сніг. Роман-загадка»
- Die Dame in Gelb. Eine sonderbare Geschichte (1908) — «Дама у жовтому. Дивовижна історія»
- Margarita Margaritarum. Der Roman einer Perle (1927) — «Маргарита і Маргитарій. Роман одної перлини»
- Gefüllte Datteln (1930) — «Фаршировані фініки»